# Georg Lorich
Georg Lorich (* um 1533 in Hadamar; † nach 1588) war ein Rechtsgelehrter, Diplomat und hoher Verwaltungsbeamter in mehreren Fürstentümern des 16. Jahrhunderts.

## Leben
Lorich stammte aus einem Gelehrtenhaushalt. Sein Vater Reinhard Lorich war bei der Gründung der Marburger Universität 1527 dort Professor und 1539 Rektor. Verschiedene Mitglieder der in Hadamar beheimateten Familie hatten Keller- oder ähnliche Verwaltungsämter inne oder waren Pfarrer. In Marburg besuchte Georg Lorich das Gymnasium und erwarb an der Universität den Titel eines Magister artium. 1551 wurde er zum Studium der Rechtswissenschaften an der Universität Mainz immatrikuliert. Später setzte er dieses Studium an der Universität zu Köln fort, errang aber nie den Titel eines Doktors. Trotz seiner protestantischen Herkunft und Ausbildung sprechen einige Quellentexte dafür, dass Lorich zumindest zeitweise Katholik war.
Lorichs erster Dienstherr war der im Niedergang begriffene Deutsche Orden, in dessen Dienste er Ende der 1550er Jahre in Livland trat. Eine zeitgenössische Quelle bezeichnet ihn als „zwar gelehrt, aber über die Maßen trunksüchtig“. Neben Aufgaben im Gerichtswesen übernahm Lorich auch diplomatische Aufträge. So wurde er drei Mal als Gesandter zu König Sigismund von Polen geschickt.
Nachdem der Deutsche Orden 1560 von russischen Truppen endgültig als politische Macht zerschlagen worden war, flüchtete Lorich über Riga per Schiff nach Lübeck. Noch im gleichen Jahr nahm Herzog Johann der Ältere ihn als Hofrat in oldenburgische Dienste auf. In den folgenden Jahren übernahm Lorich auch Aufgaben für das ebenfalls vom Haus Oldenburg gestellte dänische Königshaus unter Friedrich II. Ein besonderes Vertrauensverhältnis scheint ihn mit Prinz Magnus, dem späteren Bischof von Kurland und Ösel-Wiek, verbunden zu haben. 1565 reiste er zu Kaiser Maximilian II. nach Wien, um für seine Dienstherren das Herzogtum Holstein als Lehen entgegenzunehmen. Bei dieser Gelegenheit erwirkte er beim Kaiser seine eigene Erhebung in den Adelsstand. 1566 heiratete er Anna Lorck aus dem reichen Flensburger Handelshaus Lorck. In dieser Stadt ließ er sich auch nieder. Anfang 1571 wurde er zusätzlich zum Hofrat von Johanns jüngerem Bruder Adolf ernannt.
Aufgrund von Spannungen zwischen den verschiedenen Herrschern des Hauses Oldenburg wurde Lorich am 6. Juli 1571 in Flensburg verhaftet und zunächst in der Stadt, dann mehrere Monate in Dänemark eingekerkert. Nachdem seine Verwandten unter anderem den Kurfürsten von Sachsen, die Landgrafen von Hessen und das Haus Oranien-Nassau zum Eintreten für den Verhafteten bewegt hatten, kam Lorich gegen eine Bürgschaft frei, floh aber sofort aus Dänemark. Nach einem kurzen Aufenthalt in Hamburg nahm er 1572 endgültig Abschied aus oldenburgischen Diensten. Es folgten juristische Auseinandersetzungen mit der Stadt Flensburg, die auch gegen Lorichs Ehefrau und deren Verwandte vorging. In den folgenden Jahren scheint sich seine Frau von ihm getrennt zu haben.
Trotz seiner Tätigkeit im Norden und Osten des Reiches war Lorich mit seiner Geburtsstadt verbunden geblieben. Er verfügte über Besitz in und um Hadamar und hatte wohl gemeinsam mit seiner Gattin die heute noch vorhandene steinerne Brücke über den Elbbach gestiftet, wobei eine zufällige Namensgleichheit nicht gänzlich ausgeschlossen werden kann. Nach seiner Flucht aus Flensburg scheint Lorich für kurze Zeit wieder in Hadamar gelebt zu haben, bevor er spätestens 1577 nach Mainz umsiedelte und dort als Anwalt tätig war. Möglicherweise trat er auch in die Dienste des Hauses Nassau. Jedenfalls vertrat er verschiedene Mitglieder des Hauses in Rechtsangelegenheiten. Letztmals ist Georg Lorich 1588 nachweisbar. Über Zeit und Ort seines Todes ist nichts bekannt.